# Galathea 3
Galathea 3 (Galathea (græsk): mælkehvid er en af havguden Nereus' 50 døtre) eller bare G3 er navnet på den tredje Galathea-ekspedition, der udgik fra København d. 11. august 2006 fra kajen ved Amaliehaven og efter 8 måneder kom hjem d. 25. april 2007 18.18 ved Langelinie.

## Baggrund og vision
Ideen til Galathea 3 stammer fra Jyllands-Posten tilbage i marts 2000. Jyllands-Posten så i Galathea 3, en mulighed for at lave en masse oplevelsesreportager i stil med det afprøvede JP Explorer-koncept tilbage fra 1998. Jyllands-Posten forsøgte efterfølgende at få deltagere til ekspeditionen, men det var først i 2004, med den stigende fokus på den dårlige naturvidenskabelige undervisning i gymnasier og folkeskolen at der begyndte at ske noget. Statsministeriet gav tilsagn og ekspeditionens nåede næste trin. I februar 2005 blev Dansk Ekspeditionsfond oprettet under Ministeriet for Videnskab, Teknologi og Udvikling og det blev her vedtaget at Galathea 3 skulle løbe af stablen over 8 måneder; august 2006-april 2007. I oktober 2005 overdrog Jyllands-Posten de juridiske rettigheder til Galathea-navnet og konceptet til ekspeditionsfonden og planlægningen med at finde et skib, ombygge det, udvælge forskningsprojekter m.m. var på dette tidspunkt allerede i fuld gang.
Dansk Ekspeditionsfond koordinerede togtet og visionen fra Dansk Ekspeditionsfond om Galathea 3 ekspeditionens betydning var følgende (citat): ”Galathea 3 skal styrke danskernes opfattelse af den moderne videnskab som nærværende og meningsfuld og bringe navnlig den naturvidenskabelige forskning ind i grund- og gymnasieskolerne i en form, der kalder på både oplevelse, nysgerrighed og indsigt.” Undervisningsministeriet støtter projektet VirtuelGalathea 3, som formidler forskningsbaseret-undervisning til grund- og gymnasieskolerne efter ekspeditionen.

## Skibet
Søværnet havde stillet inspektionsskibet Vædderen, der til lejligheden havde fået opstillet en container-forskerby ovenpå helikopterdækket, til rådighed. På den første halvdel af turen var kommandør Carsten Schmidt skibschef, i Sydney blev han afløst af kommandør Lars Henrik Hansen. Søværnet stillede bemanding til rådighed, desuden var der et antal forskere, journalister, skoleelever, fotografer m.fl. med.
Skibet var ombygget til lejligheden: Helikopterdækket var blevet sløjfet og til gengæld var der anbragt en container-by, der hvor helikopterdækket normalt er. Ydermere var Vædderen udstyret med forskellige maskiner og instrumenter til forskningsbrug, bl.a. en 8 meter bred sonar og en ekstra stor kran til håndtering af den såkaldte CTD-probe (CTD = Conductivity, temperature and depth; saltindhold, temperatur og dybde), der er et apparat til at tage vandprøver i forskellige dybder med. Desuden blev der bygget ekstra beboelse til håndtering af de ekstra medsejlende personer.
Vædderen havde desuden et spil med en 10 km lang stålwire, der kunne anbringe udstyr til at tage prøver af havbunden med. Vædderen havde også en kortere 3 km kombineret stålwire og lysleder til overførsel af data fra måleinstrumenter og kameraer.

## Ruten

### Den planlagte rute
Ruten skulle gå gennem Atlanterhavet til Færøerne, Godthåb (Nuuk), Azorerne, Ghana og Cape Town. Herfra gennem det Indiske Ocean til de australske havnebyer Broome, Perth, Hobart og Sydney (hvor der var besætningsskift). Herefter nordpå til Salomonøerne og brat sydpå til Antarktis. Efterfølgende op langs Sydamerikas vestkyst og gennem Panamakanalen til Jomfruøerne, Boston og New York. Til sidst tværs over Atlanten til København.
Oprindelig skulle ruten, der omfattede strækningen fra Azorerne i Atlanterhavet til Darwin på Australiens nordkyst, være gået via Middelhavet, Suezkanalen, Arabiske Hav, Den Bengalske Bugt og det indonesiske ørige. Men pga. uroen i Mellemøsten og Sydøstasien i forbindelse med Muhammedkrisen valgte bestyrelsen for ekspeditionen d. 21. februar 2006 at ændre ruten så den undgik muslimske lande og i stedet for gik syd om Afrika og derfra videre til Australien. Denne nye rute blev godkendt d. 16. marts 2006.

### Den udførte rute
| Togt- ben op til dest. | Destination               | Ankomst           | Akkumuleret distance | Togtbensleder                                                         |
| ---------------------- | ------------------------- | ----------------- | -------------------- | --------------------------------------------------------------------- |
| 1a                     | Stavanger *               | 14. august        |                      | Professor Minik Rosing Statens Naturhistoriske Museum                 |
| 1b                     | Tórshavn                  | 17. august        | 1.693 km             | -                                                                     |
| 2                      | Nanortalik                | 22. august        |                      | -                                                                     |
| 3                      | Narsarsuaq                | 24. august        | 4.480 km             | -                                                                     |
| 4                      | Sisimiut **               | 2. september      |                      | -                                                                     |
| 5                      | Nuuk                      | 7. september      | 5.797 km             | -                                                                     |
| 6                      | Azorerne                  | 18. september     | 9.282 km             | Søren Haslund-Christensen Dansk Ekspeditionsfond                      |
| 7                      | Accra                     | 3. oktober        | 15.394 km            | Prof. Michael Kühl KU                                                 |
| 8                      | Cape Town                 | 15. oktober       | 20.189 km            | Prof. Torkel Gissel Nielsen DMU                                       |
| 9                      | Broome                    | 6. november       |                      | -                                                                     |
| 10                     | Perth                     | 20. november      | 32.366 km            | Seniorforsker Trine Dahl-Jensen GEUS                                  |
| 11                     | Hobart                    | 7. december       |                      | -                                                                     |
| 12                     | Sydney ***                | 10. december      | 37.412 km            | Prof. Katherine Richardson KU                                         |
| 13                     | Gizo                      | 29. december 2006 |                      | Direktør Carsten U. Larsen Nationalmuseet                             |
| 14                     | Christchurch              | 8. januar 2007    | 44.594 km            | Prof. Søren Rysgaard Grønlands Hjemmestyres center for naturforskning |
| 15                     | Palmer Station, Antarktis | 24. januar        |                      | -                                                                     |
| 16                     | Punta Arenas              | 2. februar        |                      | -                                                                     |
| 17                     | Valparaiso                | 8. februar        | 55.184 km            | Lektor Bo Thamdrup SDU                                                |
| 18                     | Antofagasta               | 13. februar       |                      | -                                                                     |
| 19                     | Galapagos                 | 4. marts          | 59.625 km            | Prof. Finn Surlyk KU                                                  |
| 20                     | Panamakanalen             | 11. marts         |                      | -                                                                     |
| 21                     | Charlotte Amalie          | 15. marts         | 63.348 km            | -                                                                     |
| 22                     | Frederiksted              | 26. marts         | 63.422 km            | -                                                                     |
| 23                     | Boston                    | 11. april         | 66.090 km ****       | Lektor Bente Aagaard Lomstein AU                                      |
| 25                     | København                 | 25. april         | 72.876 km            | -                                                                     |

*: Uplanlagt reparation af skrueaksel.
**: Sisimiut havde 250 års jubilæum d. 3. september 2006.
***: Besætningsskifte af søværnets personel.
****: Inkluderet eftersøgning af den polske sejlbåd Kairos II med en knækket mast.

## Vejret på G3
Om bord på Vædderen var der en fuldautomatisk vejrstation udlånt af DMI, som hver time rapporterede temperatur, vind, lufttryk og position tilbage til DMI. Disse data kan stadig aflæses på DMI's hjemmeside.

## Forskningsprojekter[4]
Dansk Ekspeditionsfond har i 2008 udgivet bogen Galathea 3 2006-2007 Arkiveret 11. maj 2022 hos  Wayback Machine om samtlige projekter tilknyttet Galathea 3.

### Biologi
- Antifryseproteiner i antarktiske fisk, Hans Ramløv Mortensen, Roskilde Universitetscenter
- Artsrigdommen af encellede organismer, Marianne Ellegaard, Københavns Universitet
- Beskrivelse af hvordan bakterier konkurrerer og samarbejder, Lone Gram, Danmarks Fiskeriundersøgelser
- Bioakustiske undersøgelser, Jakob Tougaard, Danmarks Miljøundersøgelser
- Biologiske interaktioner på øer, Jens Mogens Olesen, Aarhus Universitet
- Biologiske samspil og biodiversitet i søer, Erik Jeppesen, Danmarks Miljøundersøgelser
- Bundfauna i Salomonhavet og på Salomonøerne, Reinhardt Møbjerg Kristensen, Zoologisk Museum
- Den europæiske ål, Michael Møller Hansen, Aarhus Universitet
- Dolkhalers fysiologi og udbredelse, Peter Funch, Aarhus Universitet
- Dybvandsfisk, Peter Rask Møller, Zoologisk Museum
- Dyreplanktonparasitters genetik, Alf Skovgaard, Københavns Universitet
- Fluorescerende proteiner, Peter Roepstorff, Syddansk Universitet
- Fuglediversifikation, Jon Fjeldså, Zoologisk Museum
- Havgræssere i Caribiens vaner, Marianne Holmer, Syddansk Universitet
- Havskildpadders livscyklus, Rune Dietz, Danmarks Miljøundersøgelser
- Hvid- og rødblodede antarktiske fisks fysiologi, John Fleng Steffensen, Københavns Universitet
- Hvirveldyrs immunsystem, Niels Lorenzen, Danmarks Fødevareforskning
- Iltfattige havområder, Bo Thamdrup, Syddansk Universitet
- Indsamling af giftige havslanger, Arne Redsted Rasmussen, Det Kongelige Danske Kunstakademi
- Ingefær på tropiske øer, Axel Dalberg Poulsen, Royal Botanic Garden
- Karbonatbanker og -rev, Mads Huuse, University of Aberdeen
- Kulstofcyklusen i havet, Katherine Richardson Christensen, Aarhus Universitet
- Liv i Antarktis, David A. T. Harper, Geologisk Museum
- Marker i Perus ørkensand, Inge Schjellerup, Nationalmuseet
- Opløste organiske stoffer i havet, Stiig Markager, Danmarks Miljøundersøgelser
- Plankton i tropiske have, Torkel Gissel Nielsen, Danmarks Miljøundersøgelser
- Plantesamfund på Galápagosøerne, Ole Jørgen Hamann, Danmarks Naturhistoriske Museum
- Polarhavenes DNA, Rasmus Blom, Danmarks Tekniske Universitet
- Taksonomi af tropiske, fritlevende furealger, Niels Daugbjerg, Københavns Universitet

### Geologi
- Jordskælv ved det tidligere Dansk Vestindien, Anton Kuijpers, De Nationale Geologiske Undersøgelser for Danmark og Grønland
- Rekognoscering af kystområder på det nordlige Malaita (Salomonøerne), Paul Martin Holm, Københavns Universitet
- Seismiske undersøgelser af den vestgrønlandske kontinentalsokkel, Holger Lykke-Andersen, Aarhus Universitet
- Tyngdemålinger, Rene Forsberg, Danmarks Rumcenter

### Kemi
- Kviksølv i troposfæren, Henrik Skov, Danmarks Miljøundersøgelser
- Miljøfremmede stoffer og metaller, Ole Andersen, Roskilde Universitetscenter
- Svovl og salpeter til krudtfremstilling, Peter Vemming Hansen, Middelaldercentret

### Klima
- Bæredygtig brug af ressourcer, Ole Mertz, Københavns Universitet
- Klimaændringer i Sydgrønland, Naja Mikkelsen, De Nationale Geologiske Undersøgelser for Danmark og Grønland

### Kultur
- Afroamerikansk og vestlig lægevidenskabs betydning i det tidligere Dansk Vestindien, Bernhard M. Bierlich, Københavns Universitet
- Analyse af risikoforvaltning på Nicobarerne, Kåre Jansbøl, Københavns Universitet
- Etnoarkæologiske undersøgelser af materiel kultur og identitet i Melanesien, Helle Vandkilde, Aarhus Universitet
- Kommunikation af havforskning, Anne Lif Lund Jacobsen, School of Geography & Environmental Studies
- Nationalmuseets Trankebar Initiativ, Esther Fihl, Københavns Universitet
- Skeletter af afrikansk-caribiske slaver i St. Croix, Pia Bennike, Københavns Universitet
- St. Croix i fortid og nutid, Janne Jørgensen Liburd, Syddansk Universitet

### Satellitbilleder
- Satellite Eye for Galathea 3 Arkiveret 15. februar 2009 hos  Wayback Machine, Charlotte Bay Hasager, Risø DTU Arkiveret 11. marts 2008 hos  Wayback Machine

## Hjemkomst
24. april 2007 præcis kl. 22.00 passerede Vædderen markeringsbøjen ved Grenen og var dermed officielt igen i dansk farvand. Efter at have ligget stille omkring bøjen og fejret hjemkomsten, som der er tradition for fortsatte skibet til Aalborg Bugt, hvor det lå og ventede, for at overholde tidsplanen. Da rejsen igen blev optaget fik man dagen efter omkring kl. 11.15 chefen for SOK kontreadmiral Nils Christian Wang firet ned på Vædderen fra en helikopter. Omkring kl. 16:00 passeredes Kronborg om styrbord og de modtog traditionen tro en 13 skuds kanonsalut fra slottet og gengældte den. En halv time senere, ud for Snekkersten, tog man kronprins Frederik, forsvarschef Jesper Helsø og formanden for Dansk Ekspeditionsfond Søren Haslund-Christensen. Som øverste chef for forsvaret overtog Jesper Helsø formelt kommandoen over skibet og både hans og kronprinsens standere blev hejst over skibet.
Omkring kl. 18 sejlede skibet så ind i Københavns havn og blev, på grund af kronprinsens tilstedeværelse, budt velkommen af en 21 skuds salut fra Batteriet Sixtus. Klokken 18.18 klappede Vædderen til kaj ved Langelinie, hvor det blev budt velkommen af omkring 2.000 pårørende, tidligere deltagere og publikummer. Efter en tale af videnskabsminister Helge Sander gik kronprinsen og forsvarschefen fra borde og omkring kl. 19:30 fik familiemedlemmer lov til at komme om bord. Dagen efter var skibet åbent for publikum, mens det lå for kaj ved Langelinie frem til d. 27. april 2007. Derefter sejlede det til Odense, hvor der også var åbent skib frem til og med d. 29. april. Efter dette sejlede skibet tilbage Flådestation Frederikshavn, hvor de mange ekspeditionsrelaterede ting skulle afmonteres, inden skibet atter indgik i militær tjeneste. Desuden indgik skibet i Forskningens Døgn, mens det lå i København. Skibet var bemandet med et vagthold fra Vædderens søsterskibe, da alle deltagerne var til officiel middag på Københavns Rådhus.

## Efterspil
Efter afslutningen af G3, har der været rejst kritik fra flere sider, om dele af ekspeditionen. Kritikpunkterne går bl.a. på at de godt 100 mio. kroner staten har brugt på projektet kunne være brugt på bedre forskning, at forskningsprojekterne var "dødssyge og umulige at formidle" og at besætningen deltog i "massivt drikkeri både i uniform og civil. Samtidig blev der i cafeteriet åbenlyst pralet af besøg hos prostituerede" . Kritikken er dog blevet afvist af Lars H. Hansen (skibschef, togtben 13-25) og Katherine Richardson (togtleder ben 12, deltager på ben 1 og 9), af chefen for Søværnets Operative Kommando og kommenteret af fagbladet Ingeniørens videnskabsredaktør Jens Ramskov. Søværnets Konstabelforening var i sit fagblad, SKnyt, årg. 2007, nr. 5, i artikler såvel inde i bladet som i lederartiklen fremme med en kritik af Jyllands-Postens kritik.

## Fodnoter
1. ↑  S. Flott et al.: På Jordomrejse med Galathea 3 – Bind 1, side 24
2. ↑  [A. L. L. Jacobsen: Videnskab og medier: Hvorfor Galathea 3 ikke blev Galathea 2, artikel i Tidsskrift for søvæsen, årg. 178, nr. 4 (2007), siderne 218-233 bibliotek.dk (Webside ikke længere tilgængelig) s. 219
3. ↑  S. Flott et al.: På Jordomrejse med Galathea 3 - Bind 1, 2006, Jyllandspostens Forlag, ISBN 978-87-7692-106-4
4. ↑  "galathea-forskning.dk: Forskningsprojekter". Arkiveret fra originalen 3. januar 2008. Hentet 15. december 2007.
5. ↑  Galathea 3 tilbage i dansk farvand (Webside ikke længere tilgængelig)
6. ↑  "Logbog sidste dag: Ferskvandsmatrosen går i land". Arkiveret fra originalen 13. maj 2007. Hentet 29. april 2007.
7. ↑  Kronborg om styrbord – kronprins om bagbord (Webside ikke længere tilgængelig)
8. ↑  "Vædderen" er tilbage i København (Webside ikke længere tilgængelig)
9. ↑  "Program for Galathea 3's hjemkomst". Arkiveret fra originalen 29. april 2007. Hentet 29. april 2007.
10. ↑  "Om Galathea 3". Arkiveret fra originalen 29. oktober 2007. Hentet 6. december 2007.
11. ↑  DR P1, 2. maj 2007: Kritik af Galathea-ekspeditionen
12. ↑  Politiken, 13. dec 2006: Hård kritik af Galathea-ekspeditionen (Webside ikke længere tilgængelig)
13. ↑  TV2 Nyhederne, 11. maj 2007: Hor og druk på Galathea-sejlads
14. ↑  Kronik fra Berlingske Tidende, 25. april 2007, gengivet på Forskningspolitisk arkiv: Galathea 3 – to succeser og én fiasko
15. ↑  SOK redegørelse vedr. Jylland-Postens rapport om Galathea 3
16. ↑  "Ingeniøren, 13. dec 2006: Galathea 3: »Tøsedrengenes førstehold«". Arkiveret fra originalen 10. august 2007. Hentet 6. december 2007.